# Білопільська волость (Бердичівський повіт)
Білопільська волость — адміністративно-територіальна одиниця Бердичівського повіту Київської губернії з центром у містечку Білопілля.
Станом на 1886 рік складалася з 6 поселень, 5 сільських громад. Населення — 4839 осіб (2359 чоловічої статі та 2480 — жіночої), 528 дворових господарств.
|                     | Площа, десятин | У тому числі орної, десятин |
| ------------------- | -------------- | --------------------------- |
| Сільських громад    | 3422           | 2616                        |
| Приватної власності | 3006           | 2358                        |
| Іншої власності     | 92             | 71                          |
| Загалом             | 6520           | 5045                        |

Поселення волості:
- Білопілля — колишнє власницьке містечко за 22 версти від повітового міста, 932 особи, 141 двір, православна церква, католицький костел, синагога, єврейський молитовний будинок, школа, поштова станція, 4 постоялих двори, постоялий будинок, 20 лавок, водяний і вітряний млин, 7 ярмарків. За версту — пивоварний завод.
- Верболози — колишнє власницьке село, 620 осіб, 90 дворів, православна церква, школа, постоялий будинок.
- Вернигородок — колишнє власницьке село при річці Гуйва, 1045 осіб, 140 дворів, православна церква, 2 постоялих будинки, 2 водяних млини.
- Велика Радзивіловка — колишнє власницьке село, 685 осіб, 93 двори, каплиця, постоялий будинок, 2 водяних і вітряний млини.